# 不丹蝇子草
不丹蝇子草（学名：Silene indica var. bhutanica）为石竹科蝇子草属下的一个r变种。其种加词“indica”意为“印度的”。其变种加词“bhutanica”意为“不丹的”。